# Sidney Sonnino
Sidney Sonnino (n. 11 martie 1847, Pisa, Marele Ducat de Toscana – d. 24 noiembrie 1922, Roma, Regatul Italiei) a fost un politician italian.